# Светско првенство у кошарци 2019 — група Г
„Група Г на Светском првенству у кошарци 2019.” је седма група на Светском првенству које ће бити одиграно у Кини. Групна фаза овог такмичења почиње 1. септембра и трајаће до 5. септембра 2019. године. У групи Г ће се састати репрезентације Доминиканске Републике, Француске, Немачке и Јордана. Утакмице се играју у Спортском центру Шенџен у Шенџену. Свака репрезентација ће играти једна против друге (укупно три кола). Након што се одиграју утакмице, два најбољепласирана тима ће се пласирати у другу фазу такмичења, а два најлошијепласирана тима ће играти Класификационе кругове (распоред од 17. до 32. места).

## Тимови
| Група Г                                               |
| ----------------------------------------------------- |
| Доминиканска Република · Француска · Немачка · Јордан |

| Репрезентација         | Квалификовани          | Квалификовани       | Наступ          | Наступ         | Најбољи наступ                         | Ранг на Фибиној листи |
| Репрезентација         | Квалификовани као      | Датум               | Последњи наступ | Укупно наступа | Најбољи наступ                         | Ранг на Фибиној листи |
| ---------------------- | ---------------------- | ------------------- | --------------- | -------------- | -------------------------------------- | --------------------- |
| Доминиканска Република | Америчке квалификације | 26. фебруар 2019.   | 2014            | 2              | 13. место (1978)                       | 18                    |
| Француска              | Европске квалификације | 30. новембар 2018   | 2014            | 8              | 3. место (2014)                        | 3                     |
| Немачка                | Европске квалификације | 16. септембар 2018. | 2010            | 6              | 3. место (2002) / Утакмица за 3. место | 22                    |
| Јордан                 | Азијске квалификације  | 24. фебруар 2019.   | 2010            | 2              | 23. место (2010)                       | 49                    |

## Пласман (Табела)
| Поз. | Табела групе Г         | ИГ | Д | И | П+  | П-  | Разл. | Бод. | Коментари                       |
| ---- | ---------------------- | -- | - | - | --- | --- | ----- | ---- | ------------------------------- |
| 1.   | Француска              | 3  | 3 | 0 | 271 | 194 | +77   | 6    | Пласман у другу рунду           |
| 2.   | Доминиканска Република | 3  | 2 | 1 | 206 | 234 | -28   | 5    | Пласман у другу рунду           |
| 3.   | Немачка                | 3  | 1 | 2 | 238 | 210 | +28   | 4    | Распоред од 17. до 32. позиције |
| 4.   | Јордан                 | 3  | 0 | 3 | 202 | 279 | -77   | 3    | Распоред од 17. до 32. позиције |

## Утакмице

### Доминиканска Република vs. Јордан
| 1. септембар 2019. 16:30 | Boxscore | Доминиканска Република                                 | 80 : 76 | Јордан                             | Спортски Центар Шенџен, Шенџен Гледаоци: 6.286 Судије: Толга Сахин, Џулио Анаја, Кингсли Ојеабуру |  |
| 1. септембар 2019. 16:30 | Boxscore | Четвртине: 22:17, 25:19, 14:17, 19:23                  |         |                                    | Спортски Центар Шенџен, Шенџен Гледаоци: 6.286 Судије: Толга Сахин, Џулио Анаја, Кингсли Ојеабуру |  |
| 1. септембар 2019. 16:30 | Boxscore | Поени: Лиз 15 Скокови: Робертс 6 Асистенције: Солано 7 |         | Дувериоглу 34 Дувериоглу 10 Абас 4 | Спортски Центар Шенџен, Шенџен Гледаоци: 6.286 Судије: Толга Сахин, Џулио Анаја, Кингсли Ојеабуру |  |

### Француска vs. Немачка
| 1. септембар 2019. 20:30 | Boxscore | Француска                                                   | 78 : 74 | Немачка                     | Спортски Центар Шенџен, Шенџен Гледаоци: 10.438 Судије: Хуан Фернандез, Луис Кастиљо, Данијел Гарсија |  |
| 1. септембар 2019. 20:30 | Boxscore | Четвртине: 16:4, 20:16, 23:30, 19:24                        |         |                             | Спортски Центар Шенџен, Шенџен Гледаоци: 10.438 Судије: Хуан Фернандез, Луис Кастиљо, Данијел Гарсија |  |
| 1. септембар 2019. 20:30 | Boxscore | Поени: Фурније 26 Скокови: Фурније 10 Асистенције: Олбиси 5 |         | Војтман 25 Тејис 8 Шредер 8 | Спортски Центар Шенџен, Шенџен Гледаоци: 10.438 Судије: Хуан Фернандез, Луис Кастиљо, Данијел Гарсија |  |

### Немачка vs. Доминиканска Република
| 3. септембар 2019. 16:30 | Boxscore | Немачка                                                | 68 : 70 | Доминиканска Република        | Спортски Центар Шенџен, Шенџен Гледаоци: 4.332 Судије: Толга Сахин, Џулио Анаја, Луис Кастиљо |  |
| 3. септембар 2019. 16:30 | Boxscore | Четвртине: 21:16, 18:21, 13:18, 16:15                  |         |                               | Спортски Центар Шенџен, Шенџен Гледаоци: 4.332 Судије: Толга Сахин, Џулио Анаја, Луис Кастиљо |  |
| 3. септембар 2019. 16:30 | Boxscore | Поени: Шредер 20 Скокови: Тајс 8 Асистенције: Шредер 7 |         | Лиз 17 пет играча 5 Солано 11 | Спортски Центар Шенџен, Шенџен Гледаоци: 4.332 Судије: Толга Сахин, Џулио Анаја, Луис Кастиљо |  |

### Јордан vs. Француска
| 3. септембар 2019. 20:30 | Boxscore | Јордан                                                             | 64 : 103 | Француска                     | Спортски Центар Шенџен, Шенџен Гледаоци: 7.489 Судије: Хуан Фернандез, Данијел Гарсија, Фелипе Ибара |  |
| 3. септембар 2019. 20:30 | Boxscore | Четвртине: 18:25, 15:25, 17:28, 14:25                              |          |                               | Спортски Центар Шенџен, Шенџен Гледаоци: 7.489 Судије: Хуан Фернандез, Данијел Гарсија, Фелипе Ибара |  |
| 3. септембар 2019. 20:30 | Boxscore | Поени: Такер 20 Скокови: Абас, Дувериоглу 7 Асистенције: Ибрахим 4 |          | Де Коло 19 Гобер 13 Де Коло 8 | Спортски Центар Шенџен, Шенџен Гледаоци: 7.489 Судије: Хуан Фернандез, Данијел Гарсија, Фелипе Ибара |  |

### Немачка vs. Јордан
| 5. септембар 2019. 16:30 | Boxscore | Немачка                                                            | 96 : 62 | Јордан                                   | Спортски Центар Шенџен, Шенџен Судије: Хуан Фернандез, Данијел Гарсија, Кингсли Ојеабуру |  |
| 5. септембар 2019. 16:30 | Boxscore | Четвртине: 28:17, 20:19, 18:13, 30:13                              |         |                                          | Спортски Центар Шенџен, Шенџен Судије: Хуан Фернандез, Данијел Гарсија, Кингсли Ојеабуру |  |
| 5. септембар 2019. 16:30 | Boxscore | Поени: Клебер 18 Скокови: Бартел, Бенцинг 5 Асистенције: Шредер 11 |         | Дувериоглу 17 Дувериоглу 8 Абас, Абден 3 | Спортски Центар Шенџен, Шенџен Судије: Хуан Фернандез, Данијел Гарсија, Кингсли Ојеабуру |  |

### Доминиканска Република vs. Француска
| 5. септембар 2019. 20:30 | Boxscore | Доминиканска Република                                            | 56 : 90 | Француска                            | Спортски Центар Шенџен, Шенџен Судије: Толга Сахин, Луис Кастиљо, Фелипе Ибара |  |
| 5. септембар 2019. 20:30 | Boxscore | Четвртине: 8:18, 13:25, 19:25, 16:22                              |         |                                      | Спортски Центар Шенџен, Шенџен Судије: Толга Сахин, Луис Кастиљо, Фелипе Ибара |  |
| 5. септембар 2019. 20:30 | Boxscore | Поени: В. Лиз 12 Скокови: Робертс, Варгас 6 Асистенције: Рејмон 3 |         | Де Коло 15 Гобер, Поарје 8 Фурније 5 | Спортски Центар Шенџен, Шенџен Судије: Толга Сахин, Луис Кастиљо, Фелипе Ибара |  |

### Занимљивости
- Ово ће бити друга утакмица између Немачке и Француске на Светском првенству, Фрнацуска је победила Немачку 2006, а задњи пут је Немачка победила Фрнацуску 2017. године, што је била задња такмичарска утакмица између ове две селекције.
- Ово ће бити прва такмичарска утакмица између Доминиканске Републике и Јордана.
- Ово ће бити прва такмичарска утакмица између Јордана и Француске.
- Ово ће бити прва такмичарска утакмица између Немачке и Доминиканске Републике.
- Ово ће бити прва такмичарска утакмица између Немачке и Јордана.
- Ово ће бити прва такмичарска утакмица између Доминиканске Републике и Француске.